# Gun Survivor
Gun Survivor est une série de jeux vidéo dans l'univers de la série Resident Evil et Dino Crisis.
Elle propose en effet uniquement le côté « Combat » du jeu en réduisant au minimum sa phase exploration.
Cette série est composée de 4 jeux :
1. Biohazard: Gun Survivor : 2000, PlayStation
2. Gun Survivor 2: Biohazard - Code: Veronica : 2001, Naomi (système d'arcade), Playstation 2
3. Gun Survivor 3: Dino Crisis : 2002, System 246
4. Gun Survivor 4: Biohazard - Heroes Never Die : 2003, PlayStation 2

En plus de la traditionnelle manette, il était possible de jouer avec un pistolet branché sur la console.